# Calle Sullivan
La calle Sullivan (en inglés, Sullivan Street) es una calle en el Lower Manhattan. Anteriormente corría hacia el norte desde Duarte Square en Canal Street pero desde alrededor de 2012 comienza en Broome Street, hasta Washington Square South, pasando por los barrios de Hudson Square, SoHo, South Village y Greenwich Village. Corre paralelo hacia y entre las calles Macdougal (al oeste) y Thompson (al este). Parte de la calle se encuentra en el distrito histórico de MacDougal-Sullivan Gardens. La calle recibió su nombre del mayor general de la Guerra de Independencia John Sullivan en 1799; antes de eso, se conocía como calle Locust.
Los lugares notables incluyen 83 y 85 Sullivan Street; 116 Sullivan Street; Vesuvio Playground en Spring Street, un parque del vecindario, anteriormente llamado Thompson Street Playground; y la Iglesia San Antonio de Padua en 155 Sullivan Street, cerca de la esquina de la calle Houston.
Los residentes notables incluyen a Vincent Gigante; Fiorello La Guardia, alcalde de la ciudad de Nueva York durante tres mandatos, nacido en 177 Sullivan Street; Ana Wintour; Edgard Varèse y su esposa Louise vivían en el no. 188.